# 대기천

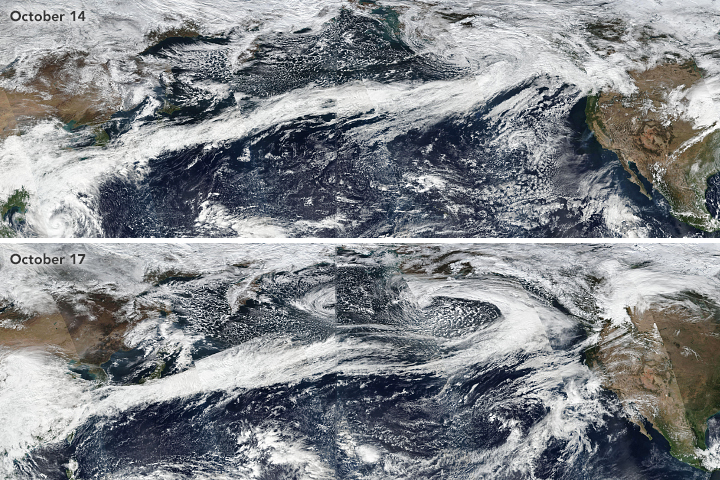
2017년 10월 26일, 아시아에서 북아메리카까지 기다랗게 구름띠 모양으로 이어진 거대한 대기천의 위성 사진 모습.

대기천(大氣川) 또는 대기의 강(大氣 - , 영어: atmospheric river, AR)은 지구의 대기 중에 농축된 수증기(수권)이 모인 좁은 통로나 대를 의미한다. 대기천 현상의 다른 이름으로는 열대기류(tropical plume), 열대통로(tropical connection), 습기기류(moisture plume), 수증기띠(water vapor surge), 구름띠(cloud band) 등이 있다.
대기천은 일반적으로 대양의 상공에 형성되는 온대 저기압과 관련된 전선대를 포함해 넓은 영역의 발산하는 지표상기류 사이의 경계를 따라 흐르는 좁은 수증기띠이다. 일반적으로 인식되는 강력한 대기천으로는 파인애플 익스프레스 폭풍이 있다. 하와이 열대 상공에서 시작된 따뜻한 수증기 기둥이 여러 경로를 따라 북아메리카 서부로 향해 캘리포니아주와 태평양 북서부, 캐나다 브리티시컬럼비아주, 심지어는 알래스카주 동남부 위도까지 이동해 비를 내리게 만든다.
세계의 일부 지역에서는 기후 변화가 끼치는 대기중 습도와 열의 변화 때문에 발생한 대기천으로 극심한 기상이변과 홍수 발생의 주기와 강도가 늘어날 것으로 전망된다. 이는 특히 미국과 캐나다 서부 지역에서 두드러질 것으로 예상된다.

## 설명
'대기천'이라는 용어는 1990년대 초 매사추세츠 공과대학교의 연구진 레지널드 뉴웰과 용 주가 좁은 폭의 수증기 기둥을 설명하기 위해 처음으로 만든 용어이다. 대기천은 일반적으로 길이가 수천 km인데 비해 폭은 수백 km로 매우 좁으며, 대신 하나의 대기천에는 지구에서 가장 큰 강인 아마존강보다 더 많은 습기를 가질 수 있다. 보통 한 반구에는 이런 좁은 습기류가 3-5개 정도 존재한다. 대기천은 지난 세기 동안 그 강도가 약간 강해졌다.
현대의 대기천 연구 분야에서는 위에서 언급한 길이와 폭 외에도 대기천이 함유한 직경 2 cm 이상의 수증기층 두께를 대기천을 분류하는 기준으로 사용한다.
2019년 1월 《지오피지컬 리서치 레터스》 저널에 실린 논문에 따르면 "열대 상공에서 발생하는 길고 구불구불한 수증기 기둥이 북미와 북유럽 서해안에 지속적이고 많은 강수를 내리게 만든다"고 설명했다.
데이터 모델링 기술이 발전하면서 총 수증기 수송량(IVT)이 대기천을 해석하는데 보편적인 데이터 유형이 되었다. 이 데이터의 강점은 특정 구름기둥(IWV)에서 정적인 수증기 두께 대신 시간별로 여러 단계에 걸친 수증기 수송량을 보여줄 수 있다는 점이다. 또한 IVT는 강력한 대기천에서 발생하는 폭우와 그에 따라 발생하는 홍수 발생의 핵심적 요인인 지형성 강우에 더 직접적인 관계가 있어 홍수 대비에 편하다.

## 대기천 등급
| 분류    | 세기                  | 영향                       | 최대 IVT   |
| ------- | --------------------- | -------------------------- | ---------- |
| 1       | 약함(Weak)            | 주로 유용함                | ≥250–500   |
| 2       | 중간(Moderate)        | 대부분 유용함, 약간 위험함 | ≥500–750   |
| 3       | 강력(Strong)          | 유용하면서도 위험함        | ≥750–1000  |
| 4       | 매우 강력(Extreme)    | 대부분 위험함, 약간 유용함 | ≥1000–1250 |
| 5       | 전례없음(Exceptional) | 주로 위험함                | ≥1250      |
| 참조 1. |                       |                            |            |

서부 기상 및 수재해 센터(CW3E)에서는 2019년 2월 대기천을 강도는 '약함'에서 '전례없음'까지, 영향은 '유용함'에서 '위험함'으로 구분하는 5단계의 등급으로 분류했다. 이 등급 분류는 CW3E의 국장인 F. 마틴 랄프가 미국 국립기상청의 여러 연구진과 협력해 개발했다. 이 등급 분류는 총 수증기 수송량과 강우 지속시간을 모두 고려해 분류한다. 대기천은 3시간 평균 수직 총 수증기 수송량을 기준으로 예비등급을 부여받는다. 여기에 강우가 24시간 미만으로 지속되면 한 단계 강등되고, 48시간 이상 지속되면 한 단계 상승한다.
일반적으로 오리건주 해안 지역은 매년 평균 1차례의 4등급 대기천이 발생하며, 워싱턴주는 2년마다 평균 1차례 꼴로 4등급 대기천이 발생하며 샌프란시스코 배이 지역은 3년마다 평균 1차례의 4등급 대기천이 발생한다. 남부 캘리포니아에서는 매년 1차례의 2등급 혹은 3등급 대기천이 발생하며 10년에 평균 1차례 꼴로 4등급 대기천이 발생한다.
각 등급에 따른 대표적인 대기천의 예시는 아래와 같다.
- 1등급 대기천: 2017년 2월 7일 대기천. 24시간 지속되었다.
- 2등급 대기천: 2016년 11월 19-20일 대기천. 42시간 지속되었다.
- 3등급 대기천: 2016년 10월 14-15일 대기천. 36시간 지속되었으며 약 127 mm-254 mm에 달하는 강수량을 기록했다.
- 4등급 대기천: 2017년 1월 8-9일 대기천. 36시간 지속되었으며 약 356 mm에 달하는 강수량을 기록했다.
- 5등급 대기천: 1996년 12월 29일-1997년 1월 2일 대기천. 100시간동안 지속되었으며 10억 달러 이상의 피해를 입었다.

## 영향
대기천은 지구상 물의 순환에 중심적인 역할을 한다. 대기천은 전 세계 남북 자오선상 수증기 수송의 90% 이상을 차지하지만, 특정 온대 위도에서는 10% 미만만 차지한다. 대기천은 전 세계 유출수의 약 22%를 차지한다.
또한 북아메리카 서해안, 서유럽, 북아프리카 서해안, 이베리아반도, 이란, 뉴질랜드를 포함한 세계의 중위도 서해안 지역에서 심각한 홍수를 일으키는 극심한 폭우의 원인이 된다. 마찬가지로 대기천이 함유한 수증기량이 매우 많기 때문에 이 대기천이 없어질 때 남아프리카, 스페인, 포르투갈 등지에 극심한 가뭄을 일으키는 원인이 된다.

## 같이 보기
- 1862년 대홍수
- 열대 상부 대류권 기압골
- 파인애플 익스프레스
- 대기호수

## 참고 문헌
- Les Rowntree (2015년 7월 27일). “When It Rains, It Pours: Historic Drought and Atmospheric Rivers”. Bay Nature magazine. 2016년 11월 9일에 확인함.